# Bahnstrecke Żmigród–Wąsosz
| | |                                      |                           |
| Kursbuchstrecke: | Pr. Staatsbahnen: 360 (1914) DR: 127g (1934), 127g (1939), 147m (1941–45) PKP: 178 (1946), 278 (1954) |                                      |                           |
| Streckenlänge: | 24,5 km                                                                                               |                                      |                           |
| Spurweite: | 1435 mm (Normalspur)                                                                                  |                                      |                           |
| Maximale Neigung: | 3,1 ‰                                                                                                 |                                      |                           |
| | |                                      |                           |
| \| \| \| von Rawicz (Rawitsch) \| \| \| \| 0,0 \| Żmigród (Trachenberg) \| 89 m \| \| \| \| nach Breslau \| \| \| \| 3,3 \| Węglewo (Wanglewe) \| 89 m \| \| \| \| zur Teststrecke \| \| \| \| 6,050 \| Barkówko (Klein Bargen) \| Barkówko (Klein Bargen) \| \| \| 8,441 \| Barkowo (Rogosawe/Bargen) \| Barkowo (Rogosawe/Bargen) \| \| \| 11,192 \| Białawy Wielkie (Tschepline/Ulmenau) \| 90 m \| \| \| 14,982 \| Białawy (Pakuswitz/Ristenau) \| 93 m \| \| \| 18,837 \| Kamień Górowski (Camin/Kamin) \| 92 m \| \| \| 21,287 \| Płoski (Pluskau) \| 95 m \| \| \| \| von Ścinawa (Steinau) \| \| \| \| 24,5 \| Wąsosz (Herrnstadt) \| 85 m \| \| \| \| nach Rawicz (Rawitsch) \| \| | |                                      |                           |
| Strecke | | von Rawicz (Rawitsch)                | von Rawicz (Rawitsch)     |
| Bahnhof | 0,0                                                                                                   | Żmigród (Trachenberg)                | 89 m                      |
| Abzweig geradeaus und nach links | | nach Breslau                         | nach Breslau              |
| ehemaliger Haltepunkt / Haltestelle | 3,3                                                                                                   | Węglewo (Wanglewe)                   | 89 m                      |
| Abzweig ehemals geradeaus und nach rechts | | zur Teststrecke                      | zur Teststrecke           |
| Haltepunkt / Haltestelle (Strecke außer Betrieb) | 6,050                                                                                                 | Barkówko (Klein Bargen)              | Barkówko (Klein Bargen)   |
| Bahnhof (Strecke außer Betrieb) | 8,441                                                                                                 | Barkowo (Rogosawe/Bargen)            | Barkowo (Rogosawe/Bargen) |
| Bahnhof (Strecke außer Betrieb) | 11,192                                                                                                | Białawy Wielkie (Tschepline/Ulmenau) | 90 m                      |
| Haltepunkt / Haltestelle (Strecke außer Betrieb) | 14,982                                                                                                | Białawy (Pakuswitz/Ristenau)         | 93 m                      |
| Haltepunkt / Haltestelle (Strecke außer Betrieb) | 18,837                                                                                                | Kamień Górowski (Camin/Kamin)        | 92 m                      |
| Haltepunkt / Haltestelle (Strecke außer Betrieb) | 21,287                                                                                                | Płoski (Pluskau)                     | 95 m                      |
| Abzweig geradeaus und von links (Strecke außer Betrieb) | | von Ścinawa (Steinau)                | von Ścinawa (Steinau)     |
| Bahnhof (Strecke außer Betrieb) | 24,5                                                                                                  | Wąsosz (Herrnstadt)                  | 85 m                      |
| Strecke (außer Betrieb) | | nach Rawicz (Rawitsch)               | nach Rawicz (Rawitsch)    |

Die Bahnstrecke Żmigród–Wąsosz war eine eingleisige Eisenbahnverbindung zwischen den Städten Żmigród (deutsch Trachenberg) und Wąsosz (deutsch Herrnstadt) in der polnischen Woiwodschaft Niederschlesien. Sie wurde im September 1886 eröffnet und bis Ende 1960 für den Personen- und Güterverkehr genutzt.

## Geschichte
Zwischen 1883 und September 1886 wurde die Bahnstrecke durch die Oberschlesische Eisenbahn AG entlang der preußischen Landkreise Militsch, Guhrau und Wohlau errichtet und anschließend für den Personen- und Güterverkehr genutzt. 1937 schloss man die Station Węglewo (dt. Wanglewe). Ende 1960 erfolgte die Stilllegung der gesamten Strecke und im April 1975 deren Demontage. Jedoch blieb der Abschnitt zwischen Węglewo und Żmigród bestehen und wurde 1996 durch eine ringförmige Eisenbahnteststrecke des Warschauer Instytut Kolejnictwa (dt. Eisenbahninstitut) erweitert. Neben dem erhaltenen Streckenabschnitt Węglewo–Żmigród zeugen bis heute mehrere Bahnhofsgebäude und Überreste des Gleisbetts von der ehemaligen Eisenbahnverbindung.

## Strecke

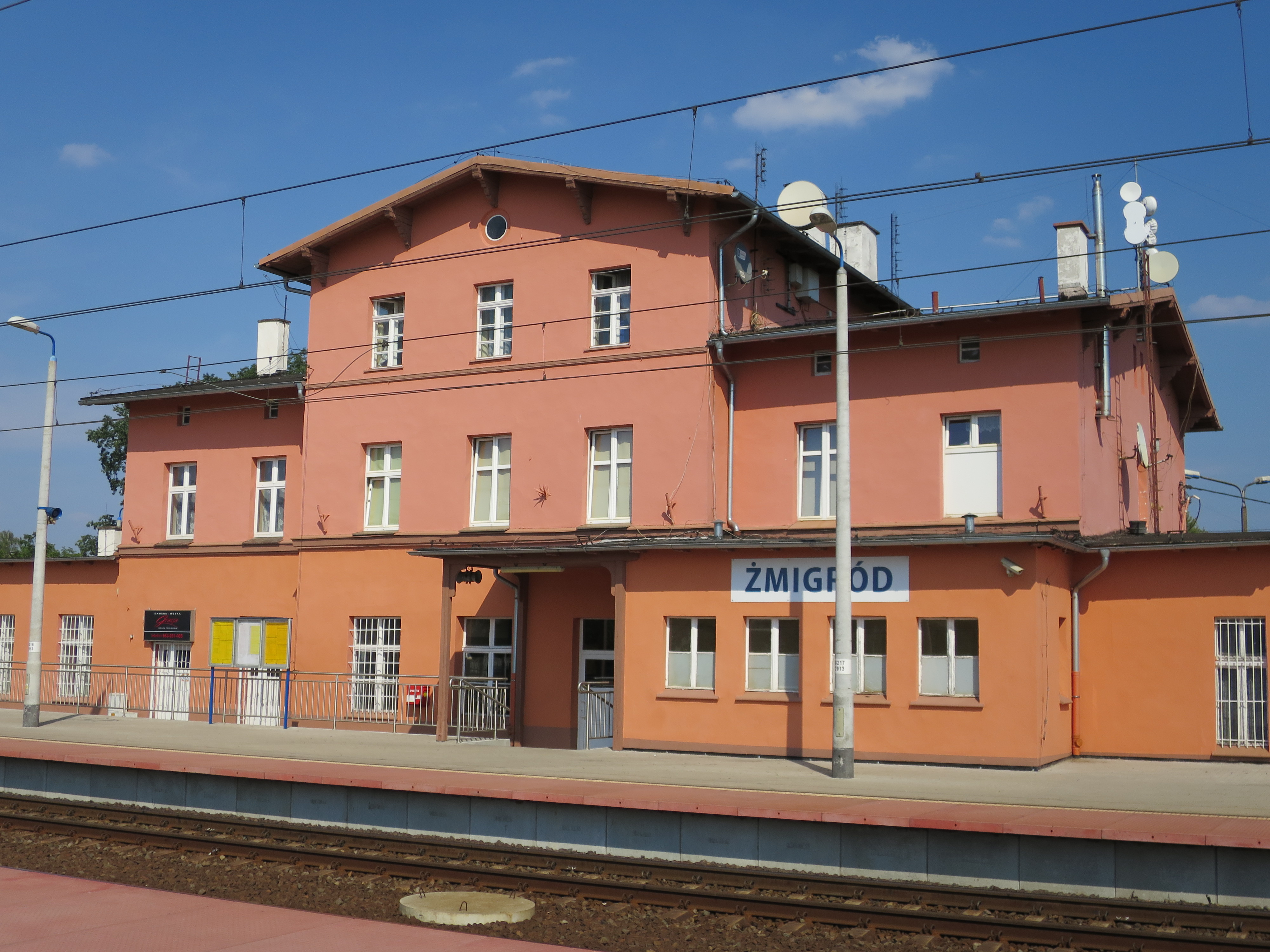
Bahnhof in Żmigród.

Die Bahnstrecke verlief durch die heutigen Landkreise Wołów,
Góra und Trzebnica und besaß insgesamt neun Stationen. Diese lagen in den Städten Żmigród und Wąsosz sowie in den Dörfern bzw. Weilern Węglewo (deutsch Wanglewe), Barkówko (deutsch Klein Bargen), Barkowo (deutsch (Groß) Bargen), Białawy Wielkie (deutsch Tschepline), Białwy (deutsch Pakuswitz), Kamień Górowski (deutsch Kamin) und Płoski (deutsch Pluskau). Der drei Kilometer lange Abschnitt zwischen Płoski und Wąsosz wies mit 3,1 ‰ die höchste Steigung der gesamten Strecke auf.
An den erhaltenen Abschnitt Żmigród–Węglewo schließt sich eine 7,725 km lange ringförmige Eisenbahnteststrecke an. Diese wird von einer Außenstelle des Warschauer Instytut Kolejnictwa (deutsch Eisenbahninstitut) betrieben, die dort unter anderem die Belastbarkeit und Sicherheit von Zügen untersucht.